# Janoskians
The Janoskians (Just Another Name Of Silly Kids In Another Nation)（中文：只是另一個身處天外之國的一群孩子們的名字）是一個Youtube頻道中影響力頗大的喜劇團體，同時也發行歌曲。這個團體誕生于澳大利亞的墨爾本 。他們于2011年9月開始在Youtube上傳喜劇視頻，他們對自己的描述為“一群沒有未來的絕望的孩子為你展現墨爾本的街道”。就連贾斯汀·比伯，一世代組合以及艾伦·德杰尼勒斯都表示對他們有極大的興趣。
他們的頻道于2010年7月4日創建。組合中的五個人經常上傳一些他們在公共場合做惡作劇的視頻，或是做一些讓自己噁心，痛苦的挑戰遊戲（比如吃老鼠屍體，用捕鼠夾夾自己，暴飲暴食等等），以及做偽紀錄片（比如荒野求生的模仿視頻）。他們的一個視頻，《尷尬的火車場景》，在世界範圍有四千五百萬的點擊量。
Janoskians在很多社交网络服務的頁面，比如臉書，推特，Instagram以及Keek甚至是同人小說都有一大群的影迷。截至2013年1月9日，Janoskians的Youtube頻道已有超過五十三萬的訂閱者。

## 外部連結
- Official website （页面存档备份，存于）
- Official Twitter account （页面存档备份，存于）
- YouTube上的janoskians頻道
- YouTube上的daresundays頻道
- YouTube上的janoskiansblog頻道
- YouTube上的janoskiansvevo頻道